# 成賀くるみ
成賀 くるみ（なるが くるみ、1988年10月6日 - ）は日本のプロコスプレイヤー。出身地非公開。東京都在住。元プロレスリングアナウンサー

## 来歴・人物
普段は一般企業の事務員。コスプレをするようになったきっかけはハロウィンパーティー。「どうせ仮装するなら完コスしたい」と、子供の頃のあこがれ、『美少女戦士セーラームーン』セーラーマーズをオーダーしたこと。2012年から本格的に活動し、2012年12月1日・代官山UNITで行われた流田Projectのライブにダンサーとして参加した。
2013年4月からスクウェア・エニックスのアーケード対戦ゲーム「ガンスリンガー ストラトス」レミー・オードナーの公式キャラクター（モデル）に就任。
2014年3月3日に行われたファイナルファンタジーXIV新生エオルゼア「ミコッテ」役公開ニコ生オーディションに優勝し、ミコッテ公式コンパニオンに就任。東京ゲームショウ、ニコニコ超会議などファイナルファンタジー関連イベントに出演。なお、初めてのゲームコンパニオンはセガブースでの『ぷよぷよ』アミティ役だった。
2014年6月22日 ASUKA PROJECT、王子・BASEMENT MONSTAR大会からリングアナウンサー兼イメージガールに就任。コスプレでリングアナをするため、休憩中に撮影会を行う異色リングアナ。初登場時のコスプレはセーラーマーキュリー。
2015年4月より成田童夢がMCを務めるインターネット放送、『声優じゃぱん!』のアシスタントを担当。またGRETECH JAPAN発売のゲーム「CrystalCrest」では声優も担当した。
2015年よりアートディレクター・池田秀一朗を加え創作チーム『Cougarworks』を結成。2017年からデジタルアートに創作活動を広げた。2017年から2018年末まで浅草橋・秋葉原ミクミクカレーを店長として開業していた。
2018年末、みゃこと「コスプレイヤーズガールズバンド」を結成。未経験ながらギターを担当する。

## 人物
- 少年顔。趣味はゲームと美少女観察[10]。
- プロレスは一度だけ後楽園ホールで観戦歴があるものの、ASUKA PROJECTでリングアナをするまで技の名前もわからないほどだった[4]。
- コスチュームのベースはオフィシャルなものを除くと既製品。細かい部分は自作している。プロレスに関わるようになり、レフェリーをイメージした縦ストライプのオリジナルコスチューム[11][12]などオリジナルもするほか、覆面にも興味がある。
- 好きな衣装はレオタードとハイレグキャラ。
- 衣装は新作も多いが、着てないものは破棄しているため約30着を常備。
- 水を1日2リットル飲んでいる[13]。

## 出演

### インターネット番組
- 『ガールズmaru-jan』（ニコニコ動画、ナマコマコミュニティ、2012年9月 - 12月）- アシスタント
- 『アイドル盟主 in ロードオブナイツ』（ニコニコ動画、2014年3月5日 - 6月3日）[14][15] - 制圧ランキング優勝。またゲーム中にも闇属性キャラクターとして実名登場。
- 『Anomalocaris』（Anomalocaris.Partnership、2015年1月）
- 『声優じゃぱん！』（ニコニコ動画、2015年4月4日 - 8月） - アシスタント
- 『PROWRESTLING SHIBATAR ZZ』（YouTube、2015年8月15日） - YYC広告動画、くるみ役
- 『バカタール加藤と217のゲーム定食(餃子付) vol.4』(ニコニコ動画、2016年6月28日) - コスプレ回
- 『超会議出演者大集合！春だし、花粉だし、のんびり遊びながら追加出演者&新情報出しSP』（ニコニコ動画、2017年4月9日）
- 加藤里保菜のりほにゃんばんわ!!（2019年2月19日、渋谷クロスFM）

### ゲーム
- PC用ゲーム『CrystalCrest』（GRETECH JAPAN、2015年4月14日発売） - 【EC】成賀くるみ役

### イベント
- 「第2回リングドリーム主催DDTプロレス興行『Encore〜星空プロレス〜』」 - リングドリーム版高木三四郎役[16]
- 「天空のクラフトフリート ファン感謝祭」(銀座ベノア、2016年4月22日)- リーブル役
- 「コスプレイヤーとつくる訪日外国人向けガイドブック「コスガイド」制作プロジェクトを見守る会」(2016年6月29日、マンガサロントリガー)- 出演:成賀くるみ、NRK the hedgehog、林檎飴[17]
- 「オタクパリピカケイカク2」（2017年2月24日、代官山UNIT）[18]
- 「アイスリボンフェスタ2017」（2017年4月24日、後楽園ホール）
- 「アイスリボンマーチ」（2017年4月24日、後楽園ホール） - 審査員[19]
- 「ニコニコ超会議」（2017年4月29日、幕張メッセ国際展示場）conico cospllection at 超会議2017イベントMC
- 「RAGE vol.5 with シャドバフェス」（2017年9月18日、東京国際展示場）- コスプレイヤー撮影コーナーに出演。衣装はエリカ（シャドウバース）[20]

### テレビ番組
- 生活情報マーケット なないろ日和！（テレビ東京、2016年2月25日） - 泉極娘

### PV
- 「the Carnival」（gremlins、2013年10月16日発売）- フルフェイスのお面の怪しい人物 役
- 「故、」（gremlins、2014年3月5日発売）- ジャケットモデルも担当
- 「みなComing体操」（泉極志プロジェクト、泉極娘、2015年6月配信）- 宝川日向 役（振り付け・田中光）
- 「SHAKE BODY〜俺達の考える最強の失恋ソング〜」（めろ・八P・ゆっぺ、2016年2月配信）- JK 役
- 「明るい未来」（YONA YONA WEEKENDERS、BUNS RECORDS＆TONIGHT RECORDS、2017年3月29日発売）- 女の子 役

## 作品

### イメージビデオ
- ようこそ☆くるみパーク！（2020年3月27日、リバプール）[21]